# Fehér Olga
Fehér Olga, született Weisz Olga (Kecskemét, 1885. december 10. – Temesvár, 1975. január 15.) magyar író, haditudósító, újságíró.

## Életútja
Weisz Izidor (1862–1921) kereskedő és Wachsmann Izabella gyermekeként született. Tanulmányait szülővárosában végezte. Novelláit az Ország-Világ közölte. Az első világháború alatt haditudósító volt; rövid ideig szerkesztette a Belgrádi Hírek című lapot. Az első világháború után Temesváron telepedett le. Írásait az 1920-as évek elején a Temesvári Hírlap közölte. Később reklámügynökséget nyitott Temesvárt.

## Kötetei
- Vallomások (novellák, Budapest, 1912)
- Asszonyvándorlás a harctéren. Jegyzetek a szomorú időkből (riportok, Budapest, 1916)
- Fehér Olga novellái (hét novella, Temesvár, 1920)